# Shawinigan Water and Power Company

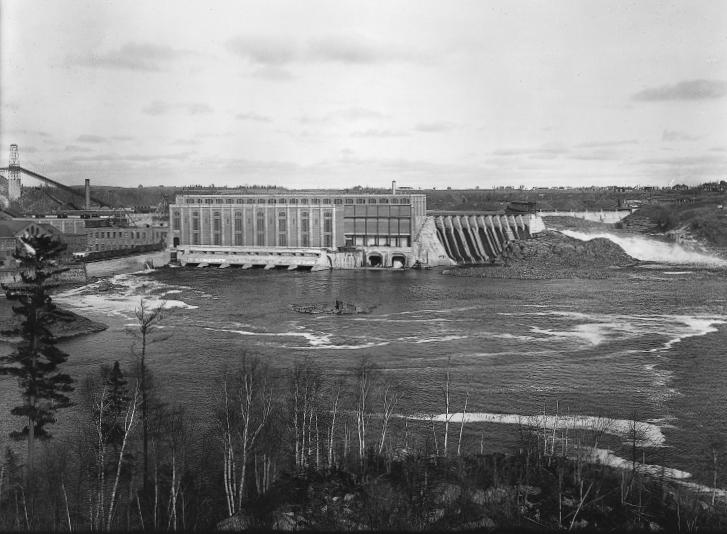
Ansicht des Kraftwerks Grand-Mère am Rivière Saint-Maurice (1917)

Die Shawinigan Water and Power Company (SW&P) war ein Elektrizitätsversorgungsunternehmen in der kanadischen Provinz Québec. Das im Jahr 1889 gegründete Unternehmen entwickelte sich zu einem bedeutenden Anbieter von Elektrizität aus Wasserkraft und spielte eine wichtige Rolle bei der industriellen Entwicklung der Region Mauricie. 1963 wurde SW&P verstaatlicht und ging in der Hydro-Québec auf.

## Geschichte
John Joyce, ein Geschäftsmann aus Boston, erwarb von der Provinzregierung für 50.000 Dollar die Wassernutzungsrechte am Rivière Saint-Maurice. Daraufhin gründete er am 15. Januar 1898 zusammen mit einigen Partnern die Shawinigan Water and Power Company. Den bedeutendsten Beitrag in der weiteren Entwicklung des Unternehmens leistete John Edward Aldred, bis 1909 der erste Schatzmeister und danach Vorsitzender bis 1933. Von Beginn an hielt die SW&P nach industriellen Kunden Ausschau, die zu Großkonsumenten werden würden. Ein im Jahr 1899 mit der Pittsburgh Reduction Company (der heutigen Alcoa) geschlossener Vertrag bildete den Beginn der Aluminiumindustrie in Shawinigan. Im selben Jahr folgte ein Vertrag mit den Gründern der späteren Union Carbide.
1902 konnte die Stromproduktion im Kraftwerk Shawinigan-1 aufgenommen werden. Die SW&P strebte danach, Strom bis nach Montreal zu liefern. Zu diesem Zweck errichtete sie eine 135 km lange 50-kV-Freileitung. Die im März 1903 in Betrieb genommene Leitung galt damals als technologische Meisterleistung, da sie 100 km länger war als die bisher längste in Nordamerika (zwischen den Niagarafällen und Buffalo). Mit dem Vordringen in den Montrealer Markt geriet die SW&P zunächst in Konflikt mit der Montreal Light, Heat and Power (MLH&P), die im Begriff war, in der Großstadtregion ein Energiemonopol aufzubauen. Schließlich konnten sich beide Unternehmen einigen, teilten den Strommarkt in der Provinz Québec weitgehend unter sich auf und bildeten in der Folge ein mächtiges Duopol mit nur wenigen unabhängigen Anbietern.
Die SW&P baute ihre Produktionsanlagen am Rivière Saint-Maurice sukzessive aus. 1911 ging das Kraftwerk Shawinigan-2 in Betrieb, die älteste noch existierende Anlage am Fluss. 1915 folgte das Kraftwerk Grand-Mère. Zur Regulierung des Wasserzuflusses der Kraftwerke entstand zwischen 1916 und 1918 der 1302 km² große Gouin-Stausee. Das Kraftwerk La Gabelle wurde 1924 eröffnet, das Kraftwerk Rapide-Blanc 1934. Es folgten La Tuque (1940), Shawinigan-3 (1948), Trenche (1950) und Beaumont (1958).
Nach der Verstaatlichung der MLH&P und der Gründung von Hydro-Québec im Jahr 1944 war die SW&P der mit Abstand größte verbliebene Stromversorger Québecs in Privatbesitz. Schließlich ging 1963 auch die SW&P in Staatsbesitz über. Mit Ausnahme des Kraftwerks Shawinigan-1, das 1949 stillgelegt und später abgebrochen wurde, sind alle von der SW&P errichteten Anlagen heute noch in Betrieb. Rund um das Kraftwerk Shawinigan-2 besteht seit 1997 die Cité de l’Énergie, ein Themenpark, der sich mit Energie beschäftigt.